# Acústico MTV (O Rappa)
Acústico MTV: O Rappa är det sjätte albumet från det brasilianska bandet O Rappa. Albumet är producerat av Carlos Eduardo Miranda och är ett led i MTV-satsningen MTV Unplugged. Musiken framförs live inför vänner till bandmedlemmarna och medlemmar av dess fanklubb.

## Spår på CD:n
1. Na Frente do Reto
2. Mar de Gente
3. Brinxton, Bronx ou Baixada
4. Homem Amarelo (Del. Special Siba)
5. Lado B Lado A
6. Reza Vela
7. Se Não Avisar o Bicho Pega
8. Rodo Cotidiano (Del. Special Maria Rita)
9. Não Perca as Crianças de Vista
10. Pescador de Ilusões
11. O Salto
12. Papo de Surdo e Mudo
13. Eu Quero Ver Gol

## Spår på DVD:n
1. Na Frente do Reto
2. Mar de Gente
3. Bitterusso Champagne
4. Brinxton, Bronx ou Baixada
5. Homem Amarelo (Del. Special Siba)
6. Mitologia Gerimun (Del. Special Siba)
7. Lado B Lado A
8. O Novo Já Nasce Velho
9. Reza Vela
10. Se Não Avisar o Bicho Pega
11. O Que Sobrou do Céu (Del. Special Maria Rita)
12. Rodo Cotidiano (Del. Special Maria Rita)
13. Não Perca as Crianças de Vista
14. Pescador de Ilusões
15. O Salto
16. Cristo e Oxalá (Del. Special Siba)
17. Papo de Surdo e Mudo
18. Me Deixa
19. Eu Quero Ver Gol